# Warangal (distrito)

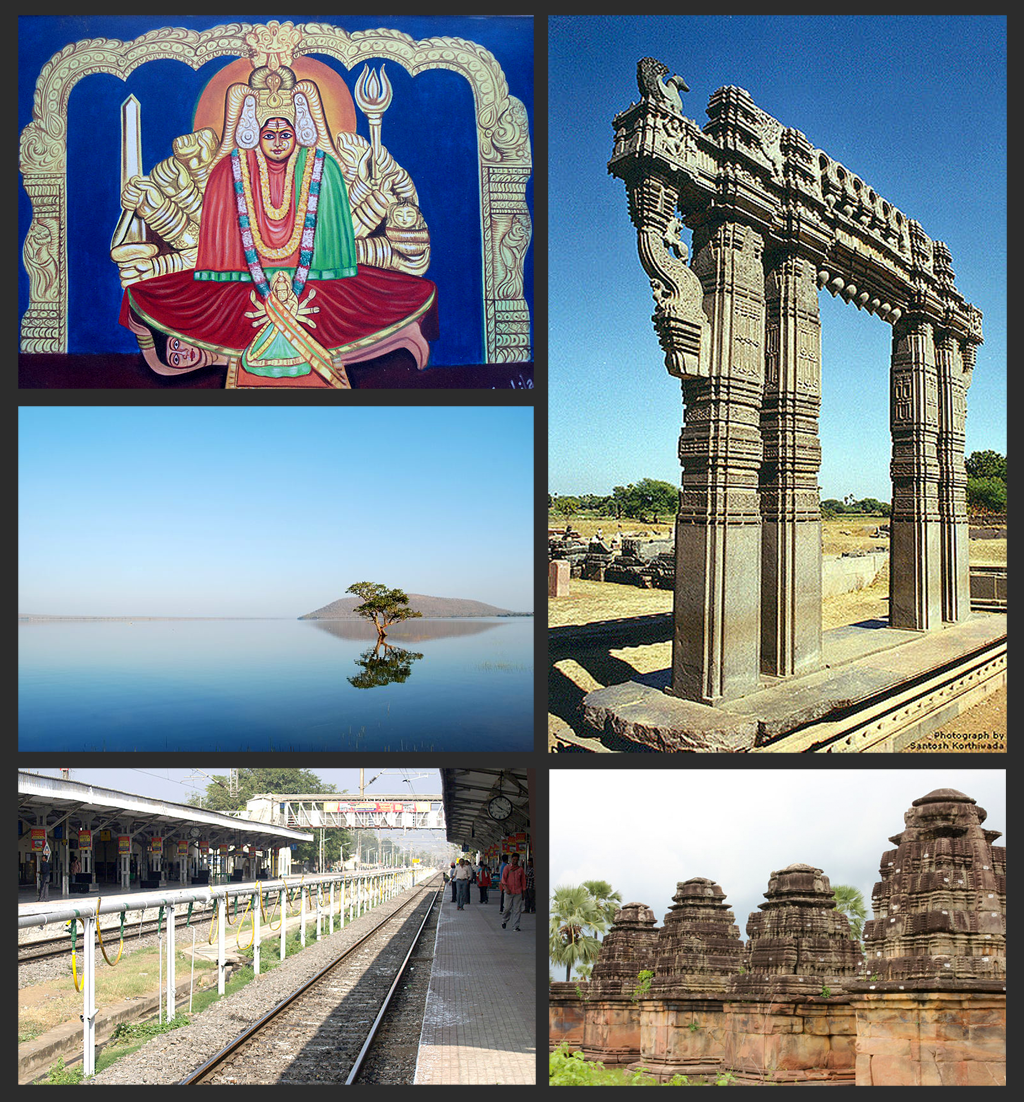

Warangal é um distrito do estado de Telanganá, na Índia. A capital do distrito é Warangal. O distrito de Warangal tem uma área de 12,846 km².
Em junho de 2021, Hanamkonda servia provisoriamente como sede distrital dos distritos de Hanamkonda e Warangal. Mas com a cidade de Warangal sendo proposta para substituir Hanamkonda como a nova sede do distrito de Warangal.

## População
Em 2001 o distrito tinha 3,246,004 habitantes.